# Sixième circonscription de Seine-et-Oise
La sixième circonscription de Seine-et-Oise est l'une des dix-huit circonscriptions législatives que compte le département français de Seine-et-Oise, situé en région Île-de-France.

## Description géographique
Le Journal officiel du 13-14 octobre 1958 déterminait la composition de la circonscription :
- Canton de Palaiseau
- Canton de Versailles-Sud[1].

## Description historique et politique

### Historique des députations
| Législature | Début de mandat | Fin de mandat  | Député        | Parti politique | Observations |
| ----------- | --------------- | -------------- | ------------- | --------------- | --- |
| Ire         | 9 décembre 1958 | 9 octobre 1962 | Robert Wagner | UNR-UDT         | Maire de Vélizy-Villacoublay Mandat écourté à la suite d'une dissolution parlementaire décidée par Charles de Gaulle. |
| IIe         | 6 décembre 1962 | 2 avril 1967   | Robert Wagner | UNR-UDT         | |

## Historique des élections

### Élections de 1958
| Candidat       | Candidat              | Parti          | Premier tour | Premier tour | Second tour | Second tour |  |
| Candidat       | Candidat              | Parti          | Voix         | %            | Voix        | %           |  |
| -------------- | --------------------- | -------------- | ------------ | ------------ | ----------- | ----------- |  |
|                | Robert Wagner élu     | UNR            | 13 103       | 28,15        | 28 619      | 62,64       |  |
|                | Robert Vizet          | PCF            | 11 619       | 24,96        | 13 007      | 27,92       |  |
|                | Christian Barré       | Radcent        | 5 755        | 16,66        | Retrait     | Retrait     |  |
|                | Gabriel Certain       | MRP            | 5 565        | 11,95        | Retrait     | Retrait     |  |
|                | René Heidet           | SFIO           | 3 876        | 8,32         | 4 057       | 8,88        |  |
|                | Alain Chambert        | diss. UNR      | 2 967        | 6,37         | Retrait     | Retrait     |  |
|                | François Rosset       | Radsoc         | 2 467        | 5,30         | Retrait     | Retrait     |  |
|                | Robert Harang-Tiercin | Divers         | 1 185        | 2,54         |             |             |  |
|                |                       |                |              |              |             |             |  |
| Inscrits       | Inscrits              | Inscrits       | 59 291       | 100,00       | 59 558      | 100,00      |  |
| Abstentions    | Abstentions           | Abstentions    | 11 718       | 19,76        | 13 130      | 22,05       |  |
| Votants        | Votants               | Votants        | 47 573       | 80,24        | 46 428      | 77,95       |  |
| Blancs et nuls | Blancs et nuls        | Blancs et nuls | 1 036        | 2,18         | 745         | 1,6         |  |
| Exprimés       | Exprimés              | Exprimés       | 46 537       | 97,82        | 45 683      | 98,4        |  |

Le suppléant de Robert Wagner était Claude Tissot, Inspecteur des Télécommunications, maire adjoint d'Orsay.

### Élections de 1962
| Candidat       | Candidat                    | Parti          | Premier tour | Premier tour | Second tour | Second tour |  |
| Candidat       | Candidat                    | Parti          | Voix         | %            | Voix        | %           |  |
| -------------- | --------------------------- | -------------- | ------------ | ------------ | ----------- | ----------- |  |
|                | Robert Wagner sortant réélu | UNR-UDT        | 18 836       | 41,39        | 25 533      | 56,91       |  |
|                | Robert Vizet                | PCF            | 13 879       | 30,50        | 19 332      | 43,09       |  |
|                | Jacques Meissonnier         | CNIP           | 6 604        | 14,51        | Retrait     | Retrait     |  |
|                | Michel Percot               | PSU            | 3 192        | 7,01         | Retrait     | Retrait     |  |
|                | Christian Barré             | Radcent        | 2 036        | 4,47         |             |             |  |
|                | Alain Chambert              | Modérés        | 957          | 2,10         |             |             |  |
|                |                             |                |              |              |             |             |  |
| Inscrits       | Inscrits                    | Inscrits       | 63 022       | 100,00       | 63 011      | 100,00      |  |
| Abstentions    | Abstentions                 | Abstentions    | 16 713       | 26,52        | 15 584      | 24,73       |  |
| Votants        | Votants                     | Votants        | 46 309       | 73,48        | 47 427      | 75,27       |  |
| Blancs et nuls | Blancs et nuls              | Blancs et nuls | 805          | 1,74         | 2 562       | 5,4         |  |
| Exprimés       | Exprimés                    | Exprimés       | 45 504       | 98,26        | 44 865      | 94,6        |  |

Le suppléant de Robert Wagner était Claude Tissot.